# Elsa Conrad
Elsa Conrad, Spitzname „Igel“ (* 9. Mai 1887 in Berlin als Elsa Rosenberg; gestorben am 19. Februar 1963 in Hanau), war eine deutsche Aktivistin der lesbischen Szene im Berlin der 1920er Jahre. Als Halbjüdin und Lesbe wurde sie von den Nationalsozialisten verhaftet und interniert. Lange Zeit verbrachte sie anschließend in Afrika. Erst 1961 kehrte sie verarmt und krank nach Deutschland zurück.

## Biografie
Elsa Rosenberg, geboren 9. Mai 1887 in Berlin, war die Tochter der Jüdin Bertha Rosenberg (1861–1940) und eines nichtjüdischen unbekannten Vaters. Sie absolvierte eine kaufmännische Lehre. 1910 heiratete sie Wilhelm Conrad. Diese Ehe wurde 1931 geschieden; möglicherweise war es eine Scheinehe mit einem homosexuellen Mann.
Nach dem Ende des Ersten Weltkriegs leitete Elsa Conrad, Spitzname „Igel“, verschiedene Lokale, die zu Treffpunkten lesbischer Frauen wurden. Am bekanntesten wurde der Club Monbijou des Westens, den Conrad seit etwa 1927 mit ihrer Freundin Amalie „Mali“ Rothaug (1890–1984) betrieb.
Mit der Machtübernahme der Nationalsozialisten begann eine Bekämpfung homosexueller Lokale, die im März 1933 zur Schließung des in der Szene Mali und Igel genannten Monbijou führte. Elsa Conrad wurde am 5. Oktober 1935 verhaftet und wegen „Beleidigung der Reichsregierung“ für 15 Monate in Berlin inhaftiert. Sie war wegen ihrer "nichtarischen" Herkunft, sexuellen Orientierung und staatsfeindlicher Äußerungen denunziert worden.
Nach ihrer Entlassung am 4. Januar 1937 wurde sie am 14. Januar in Schutzhaft genommen und im KZ Moringen inhaftiert. Man teilte ihr mit, dass sie entlassen würde, sofern sie nach Palästina oder Übersee ausreise. Elsa Conrad willigte ein. Doch die Behörden verzögerten die Bereitstellung eines Reisepasses, so dass die von ihrer Freundin Berta Stenzel (1892–1979) bereits gebuchte Schiffspassage nach Ostafrika verfiel. Erst im Februar 1938 wurde Conrad entlassen, mit der Auflage, noch im selben Jahr auszureisen. Am 12. November 1938 fuhr sie mit dem Schiff nach Tansania. Ab 1943 lebte sie in Nairobi, Kenia.
Nach dem Ende des Krieges erwog sie gemeinsam mit Ruth Margarete Roellig in Berlin ein Lokal für lesbische Frauen zu eröffnen, die Pläne zerschlugen sich jedoch. Krank und mittellos kehrte Elsa Conrad 1961 nach Deutschland zurück. Sie starb am 19. Februar 1963 in Hanau.
Elsa Conrad wurde in dem autobiografischen Roman Nirgendwo in Afrika von Stefanie Zweig (1995) erwähnt.